# 演奏コーディネーター協会
一般社団法人演奏コーディネーター協会（えんそうコーディネーターきょうかい）は、プレイヤー認定試験等を行う西東京市の一般社団法人である。

## 認定試験
プレイヤー認定試験（セレモニー/ブライダル）
セレモニー/ブライダルの式次第に沿った演奏のスキルアップを目指す人を対象とする。
サウンドアドバイザー認定試験
音楽知識で提案と接遇マナーのスキルアップを目指す人を対象とする。
BGM検定試験
セレモニー、ブライダル、ラウンジなどでのBGM演奏のスキルアップを目指す人を対象とする。
コード検定試験
コードを理解し演奏に活用できるプレイヤーを目指す人を対象とする。